# KIRAC
KIRAC (of Keeping It Real Art Critics) is een collectief bestaande uit videokunstenaar Stefan Ruitenbeek (tevens directeur) en kunstcriticus Kate Sinha. Tarik Sadouma, die zich kunstenaar noemt en in veel werken van KIRAC prominent verschijnt, wordt vaak gezien als het derde lid van het collectief. KIRAC presenteert zichzelf als kunstcritici in de breedste zin.

## Ontwikkeling
In 2016 werd de eerste film van KIRAC uitgebracht, KIRAC Ep.1, waarbij 'Ep.' staat voor episode. Elke aflevering is genummerd en wordt voorzien van kenmerkende voice-overs die vol zitten met analyse, kritiek en cynisme. De afleveringen bevatten vaak meerdere scènes waarin leden van KIRAC reageren op eerdere montages van de film.
Volgens Marcel Wiegman, kunstcriticus van Het Parool, gaat het bij KIRAC om de provocatie: "De kunstcritici van Kirac hebben van de provocatie hun corebusiness gemaakt. Zo sprak Kate Sinha van het platform zich op het internetforum The Post Online uit over de 'gierende beerput van corrupte lelijkheid', die Stedelijk Museum heet."

## Controversen

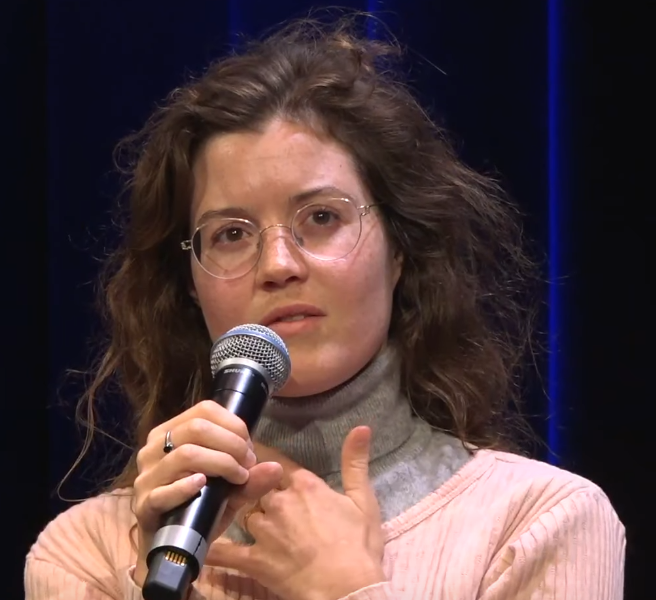
KIRAC-lid Kate Sinha in De Balie (2021)